# Бакли, Бетти
Бетти Линн Бакли (англ. Betty Lynn Buckley, род. 3 июля 1947) — американская актриса и певица, лауреат премии «Тони».

## Жизнь и карьера
Бетти Бакли родилась в Биг-Спринге, штат Техас, а выросла в Форт-Уэрте. Она была старшей из четырёх детей и училась в Техасском христианском университете. В период обучения она выиграла титул «Мисс Форт-Уэрт» и заняла второе место в конкурсе «Мисс Техас». Выступая перед солдатами во время учёбы она также работала в местной газете, а в 1969 году переехала в Нью-Йорк после получения главной роли в бродвейском мюзикле «1776», который принес ей хорошие отзывы от критиков и помог начать карьеру.
В 1976 году Бетти Бакли дебютировала на большом экране в фильме «Кэрри». В следующем году она получила одну из главных ролей в телесериале «Восьми достаточно», который транслировался на ABC с 1977 по 1981 год и имел успех в рейтингах. После завершения сериала она вернулась на бродвей и в 1983 году выиграла премию «Тони» за свою роль в мюзикле «Кошки». В 1983 году она сыграла роль кантри-певицы в кинофильме «Нежное милосердие», а в 1988 году снялась с Харрисоном Фордом в триллере режиссёра Романа Поланского «Неистовый». Также на большом экране она снялась в фильмах «Другая женщина», «Дождь без грома», «Уайетт Эрп», «Просто неотразима» и «Явление». В 2001—2003 годах она снималась в телесериале «Тюрьма Оз».
В 2006 году Бетти Бакли получила главную роль Норы Уокер в телесериале «Братья и сёстры», но была уволена руководством канала ABC после съемок никогда не выходившего на экраны пилотного эпизода, когда роль согласилась исполнить Салли Филд, лауреат двух премий «Оскар». В последние годы она была заметна в телесериалах «Закон и порядок: Специальный корпус» и «Тихий океан» и в основном выступала на театральной сцене.
В 2017 году снялась в триллере «Сплит» в роли психиатра Карен Флетчер.
Бетти Бакли получила две почётные докторские степени Бостонской консерватории (Boston Conservatory at Berklee) и Манхэттенского колледжа «Мэримаунт» (Marymount Manhattan College).

## Избранная фильмография
| Год       |   | Русское название | Оригинальное название | Роль          |
| --------- | - | ---------------- | --------------------- | ------------- |
| 1976      | ф | Кэрри            | Carrie                | Рита Дежарден |
| 2011—2013 | с | Милые обманщицы  | Pretty Little Liars   | Реджина Марин |
| 2015      | с | Оставленные      | The Leftovers         | Джейн         |